# تامي جريندي
تامي جريندي (بالإندونيسية: Tami Grende)‏ مواليد 22 يونيو 1997 في دنباسار، إندونيسيا، هي لاعبة كرة مضرب إندونيسية من أصل إيطالي. هي إحدى بطلات الجراند سلام حيث فازت بزوجي الفتيات في بطولة ويمبلدون سنة 2014.

## نهائيات الجراند سلام

### زوجي الفتيات
| الحصيلة | السنة | البطولة        | الأرضية | الشريك   | المنافسون               | النقاط        |
| ------- | ----- | -------------- | ------- | -------- | ----------------------- | ------------- |
| الفوز   | 2014  | بطولة ويمبلدون | عشبية   | يي كيويو | ماري بوزكوفا دلما جالفي | 6–2, 7–6(7–5) |

## روابط خارجية
- تامي جريندي على موقع رابطة محترفات التنس (الإنجليزية)
- تامي جريندي على موقع الاتحاد الدولي لكرة المضرب (الإنجليزية)
- تامي جريندي على موقع كأس بيلي جين كينغ (الإنجليزية)
- تامي جريندي على موقع خلاصة التنس.كوم (الإنجليزية)
- تامي جريندي على موقع إي إس بي إن.كوم (الإنجليزية)